# El orgullo de Albacete
El orgullo de Albacete (Loute en su título original) es una obra de teatro en tres actos, de Pierre Veber, estrenada en el Théâtre des Variétés de París el 17 de mayo de 1902. Fue adaptada al castellano por Antonio Paso y Joaquín Abati, con el título de El orgullo de Albacete, y estrenada en España el 24 de diciembre de 1913 en el Teatro de la Comedia de Madrid.

## Argumento
Gerardo es un pintor bohemio que sin embargo está muy influido en su comportamiento y sus decisiones por su novia Flora y su amigo Correa, un libertino empedernido. Un buen día Gerardo recibe la petición de ayuda de Fabio, un profesor de matemáticas, que ha sido abandonado por su novia Paula pocos días antes de la celebración de la boda y que desea recuperarla.

## Representaciones destacadas
- Teatro (estreno en España, en 1913). Intérpretes: Juan Bonafé, Mercedes Pérez de Vargas, Sta. Riquelme, Irene Alba, Alberto Romea.
- Cine (España, 1928). Dirección: Luis R. Alonso. Intérpretes: José Montenegro, Fernando Díaz de Mendoza y Serrano, Soledad Franco Rodríguez, Alfonso Orozco, Carmen Fernández.
- Teatro (Teatro Maravillas, Madrid, 1928). Intérpretes: Rafael Arcos.
- Teatro (Teatro Chueca, Madrid, 1932. Intérpretes: Juan Calvo, Carmen Alcoriza.
- Cine (Flora y Mariana, España, 1940). Dirección: José Buchs. Intérpretes: Juan de Orduña, Blanca de Silos, Pastora Peña, Antonio Riquelme, María Luisa Moneró, Manuel Arbó.
- Teatro (Teatro Cómico, Madrid, 1945). Intérpretes: Mariano Azaña, Ana María Méndez, Federico Gorriz.
- Teatro (Teatro de la Comedia, Madrid, 1959). Intérpretes: Juanito Navarro, Nieves López, Consuelo de Nieva. Ángeles Montenegro, José Vilar, Olga Peiró, Encarna Paso.
- Televisión (La risa española, TVE, 1969). Intérpretes: Fernando Delgado, Mari Paz Ballesteros, Valeriano Andrés, José María Escuer, Nélida Quiroga, Mary González, José Blanch, Magda Roger.
- Televisión (Estudio 1, TVE, 1978). Intérpretes: Manolo Codeso (Correa), Gemma Cuervo (Flora), Daniel Dicenta (Gerardo), Valeriano Andrés (Fabio), Aurora Redondo, Jesús Guzmán, Jesús Enguita, Carmen Rossi y Cristina Victoria.